# Прем'єр-міністр Палестини
Прем'єр-міністр Палестини — це глава уряду Палестини. Посада існує з січня 2013 року, коли Палестинська національна адміністрація була офіційно перейменована на Державу Палестина, і замінила попередню посаду прем'єр-міністра Палестинської національної адміністрації.

## Повноваження
Прем'єр-міністра призначає президент Палестини.

## Список прем'єр-міністрів (2013–дотепер)
| № | Портрет | Ім'я (Роки життя)            | Початок повноважень | Кінець повноважень                                                                                                | Тривалість        | Політична партія                            |
| - | ------- | ---------------------------- | ------------------- | --- | ----------------- | ------------------------------------------- |
| 1 |         | Салям Фаяд (нар. 1951)       | 6 січня 2013        | 6 червня 2013 | 151 день          | Третій шлях (палестинська політична партія) |
| 2 |         | Рамі Хамдалла (нар. 1958)    | 6 червня 2013       | 14 квітня 2019 Пішов у відставку 23 червня 2013 року; перепризначений 19 вересня 2013 року та 2 червня 2014 року. | 5 років, 312 днів | Незалежний                                  |
| 3 |         | Мохаммад Штайе (нар. 1959)   | 14 квітня 2019      | 31 березня 2024                                                                                                   | 4 роки, 352 дні   | ФАТХ                                        |
| 4 |         | Мохаммад Мустафа (нар. 1954) | 31 березня 2024     | Чинний |                   | Незалежний                                  |